# Петров, Дмитрий Павлович
Дми́трий Па́влович Петро́в (род. 19 марта 1962, Москва, СССР) — русский и израильский писатель, публицист. Автор эссе и статей, книг в жанре нон-фикшн.
Родился, учился, женился в Москве (СССР). Жил в Израиле, Грузии, США, Чехии, Франции, Швейцарии. Кроме нон-фикшн публикует стихи под своей фамилией и псевдонимом.

## Биография

### Ранние годы
В детстве жил на Большой Марьинской улице — на границе московских исторических районов: Марьиной рощи, Сокольников и Мещанской слободы.
Дмитрий — единственный ребенок в семье. Его отец – Павел Павлович и мать Валентина Александровна — инженеры. Обе бабушки Дора и Александра — домохозяйки. Оба деда – Павел и Александр – военные, участники Второй мировой войны, кавалеры орденов, военные дипломаты.
Дмитрий окончил 21-ю среднюю школу на улице Годовикова. В школьные годы посещал литературную студию филолога Бориса Лондона, познакомился с литераторами Алексеем Дидуровым, Юлием Кимом и Юрием Ряшенцевым. Затем учился в Тульском пединституте и в МОПИ им. Н. К. Крупской, который окончил в 1982 году.

### Журналист
Во второй половине 1980-х Петров состоялся как журналист. В студенческие годы и в пору работы в школе он активно общался со средой неформалов – хиппи, фанатов рок-н-ролла, байкеров и считал, что их образ жизни заслуживает описания.
В 1985-м он пишет проблемную статью «Пришельцы». Она выходит в «Учительской газете», популярной далеко вне педагогической среды. Это время гласности, когда ряд СМИ проявляет позитивный интерес к явлениям, прежде считавшимся вредными.
«Пришельцы» — один из первых таких материалов, напечатанных советской центральной прессой. Статью особо отмечает видный публицист Юрий Щекочихин. Ее вывешивают в учительских. В редакцию идут сотни писем. Дмитрий, работая в школе, готовит обзоры этих откликов и новые статьи. Их иллюстрирует фотохудожник Игорь Мухин. Весной 1996-го главный редактор «Учительской газеты» Владимир Матвеев приглашает Дмитрия на работу.
Тогда же Дмитрий знакомится с вернувшимся из ссылки Глебом Павловским — одним из создателей самиздатовских «Поисков», а на тот момент – главным редактором журнала «Век ХХ и мир»; с членами пацифистской «Группы за установление доверия между СССР и США»; а также с одним из конструкторов гражданского общества в СССР Геннадием Алференко – автором поддержанного Михаилом Горбачевым проекта «Фонд социальных изобретений» (ФСИ). Фонд работает в структуре крупнейшей газеты – «Комсомольской правды» и ведет международную деятельность. Поддержка Горбачева дает ему возможность прямых контактов с НПО США и Европы. Дмитрий включается в программы обменов между СССР и Западом, публикует статьи о неформальных контактах молодежи.

### Активист
Конфликтная ситуация в системе образования ведет к подчинению «Учительской газеты» ЦК КПСС, смене руководства и курса издания. Ряд сторонников Владимира Матвеева покидают редакцию. Дмитрий становится директором международных программ ФСИ.
Он представляет ФСИ в ряде международных проектов «Прямая связь» (Direct Connection), «Кругосветка на “Вселенной”» и других. Организует контакты ветеранов войн в Афганистане и во Вьетнаме, стажировки предпринимателей из СССР в США, сотрудничество советских ученых с Академией исследований будущего принца Альфреда фон Лихтенштейн. В ходе проекта Direct Connection Дмитрий знакомится с Петром Щедровицким – сыном и продолжателем дела философа Георгия Щедровицкого – создателя школы системо-мыследеятельностной методологии.
Также Дмитрий Петров участвует и в движении за Европейское ядерное разоружение (END) как пресс-секретарь его отделения в СССР, организует конвенты END в Хельсинки, Таллине и Москве. В ходе этой работы Дмитрий знакомится с Ефимом Островским – одним из основателей российской школы развития общественных связей (РОС), социальным стратегом и мыслителем. В это время он почти не пишет для СМИ, изучая опыт гражданских движений.
В 1992 году Институт политических исследований (IPS) Университета Джонс Хопкинс (Балтимор, США) предлагает Дмитрию позицию стипендиата-исследователя.
Итогом погружения в «третий сектор» США становится работа «Школа власти» (School of Power), изданная в IPS. Изданию в России мешают, с одной стороны, обычный для американской, но непривычный для русской культуры формат – пограничный между академическим трудом и публицистическим эссе, с другой – скорость перемен, требующая постоянного апгрейда текста, а с третьей – постоянная включенность Дмитрия в проекты, не дающая проводить этот апгрейд.

### РОС-специалист
Дмитрию предлагают остаться в США, но его увлекают перемены в СССР. И накануне столкновений сторонников и противников президента Бориса Ельцина осенью 1993 года он возвращается в Москву и возобновляет знакомство с Ефимом Островским. И после роспуска ВС РСФСР и объявления выборов в Госдуму и Совет Федерации входит в Группу Островского – коллектив, работающий в сфере социального проектирования и развития общественных связей – РОС. Этот термин предложен как точный перевод новой для России сферы деятельности – public relations development.
В составе Группы Островского, Фонда эффективной политики Глеба Павловского и других коллективов Дмитрий участвует в десятках предвыборных, партийных, профсоюзных и других проектов. Вместе с депутатом Игорем Бабичевым и искусствоведом Михаилом Сидлиным проводит в Урюпинске фестиваль «В Россию с любовью. Новый маршрут», при участии художников Александра Виноградова и Владимира Дубосарского, Людмилы Горловой, Дмитрия Гутова, Константина Звездочетова, Авдея Тер-Оганьяна и других. Проект становится частью успешного бренд-проекта «Урюпинск – столица русской провинции».

### Публицист
Во второй половине 1990-х Дмитрий вновь начинает писать для созданного Павловским «Русского журнала». Публикует десятки статей в «Независимой газете», изданиях «Среда», «Люди» и других. Становится замом главного редактора ресурса СМИ.ру Андрея Левкина. С Мариной Щедровицкой участвует в создании «Со-Общения» – журнала о гуманитарных технологиях. И с 2001 по 2008 год возглавляет его. А в 2004-м получает национальную премию в области развития общественных связей «Серебряный лучник». Попутно публикует стихи в возрожденном Сергеем Мостовщиковым журнале «Крокодил». Затем работает в
благотворительном фонде «Петропавловск», основанном одноименной золотодобывающей компанией. Он странствует по Дальнему Востоку, издает ряд корпоративных продуктов, пишет книги «Великие инфраструктурные проекты России» и «Становление и утверждение Православия на Дальнем Востоке» (с Андреем Черкасовым).

### Писатель
Смерть любимого автора — Василия Аксенова, с которым Дмитрий знаком, побуждает его написать биографию писателя. Замысел одобряет издательство «Молодая гвардия», где в 2012 году в серии ЖЗЛ выходит книга «Аксенов». Работая над ней, автор знакомится с коллегами героя – Александром Кабаковым, Анатолием Найманом, Евгением Поповым, Анатолием Гладилиным и другими. Книга не вмещает собранный материал, и вскоре в издательстве «Эксмо» выходит книга Петрова «Василий Аксенов. Сентиментальное путешествие». Тем временем он пишет для серии ЖЗЛ биографию президента США Джона Кеннеди. Но редакцию не устраивает ее «антисоветская направленность». Поэтому книга выходит в издательстве АСТ в 2013 году — к пятидесятилетию гибели президента. В 2014-м Дмитрий презентует ее в Национальном пресс-клубе в Вашингтоне, где Кеннеди объявил о своем участии в выборах президента. Там Дмитрию вручают премию Silver Archer-USA «за вклад в развитие дружественных отношений между Россией и США». Вскоре эти слова подвергаются испытанию конфронтацией России с Западом.
Издательство Design Depot при поддержке компании «Металлоинвест» выпускает книгу Дмитрия «Афганские звезды», основанную на интервью с ветеранами Афганской войны. А также альбом «Советский спортивный плакат. 1922-1992» с его текстом.
Сергей Мостовщиков приглашает его в проект «История глазами “Крокодила”. XX век». Дмитрий исследует выходивший 70 лет знаменитый журнал и составляет четыре из 12 альбомов посвященной ему серии. Проект представляют на фестивале «Красная площадь» и ярмарке Non\Fiction. Как и предыдущие книги Дмитрия.
Он участвует в фестивалях «СловоНово» в Будве, Kulturus в Праге, в книжных ярмарках. Его статьи о русских мыслителях-эмигрантах выходят в журнале русской диаспоры в Чехии «Русское слово».
Там же в апреле 2016 года выходит статья «Последний “шестидесятник”» об Анатолии Гладилине – герое «оттепели», а затем – Третьей волны эмиграции. Тогда же возникает замысел книги о плеяде изгнанников – Аксенове, Войновиче, Владимове, Максимове, Синявском и других. Стержень сюжета – яркая судьба Анатолия Гладилина.
На его похоронах в Париже в 2018-м, куда Дмитрий приезжает из Праги, где состоит Freedom Chair Fellow в Институте международных исследований Карлова университета, он обещает написать эту книгу. Работа идет три года. Главы книги выходят в журналах «Времена» (Нью-Йорк), «Панорама» (Лос-Анджелес), «Юность», «Вестник Европы» и «Этажи» (Москва), в альманахе «Парижск» (Франция). Отдельным изданием книга выходит в декабре 2022 года.
Ее появлению предшествует трансляция авторского YouTube-сериала Петрова «Дети кнута и пряника» / «Андрей и компания» – серии лекций, снятых на площадке «Центра Андрея Вознесенского» в 2021 году. Речь в нем идет о шестидесятниках – Василии Аксенове, Белле Ахмадулиной, Андрее Вознесенском, Анатолии Гладилине, Евгении Евтушенко, Булате Окуджаве и Роберте Рождественском.

### Семья
Мать – Петрова Валентина Александровна, инженер
Отец – Петров Павел Павлович, инженер
Жена – Петрова Ирина Леонидовна, преподаватель, предприниматель
Сын – Петров Дмитрий Дмитриевич, историк, кандидат исторических наук, исследователь русского Севера и Курдистана, автор-составитель ряда книг о политической истории Ближнего Востока.

### Книги
- Петров Д.П. Великие инфраструктурные проекты России — М., Петропавловск, 2010.
- Петров Д.П. Становление и утверждение Православия на Дальнем Востоке от первопроходцев до наших дней (в соавторстве с Андреем Черкасовым). — М., Петропавловск, 2011.
- Петров Д. П. «Аксенов». — М., Молодая Гвардия, 2012.
- Петров Д.П. «Василий Аксенов. Сентиментальное путешествие». — М., Эксмо, 2012.
- Петров Д.П. «Джон Кеннеди. Рыжий принц Америки». — М., АСТ, 2013.
- Петров Д.П. «История глазами Крокодила. XX век» (4 тома из 12), 2014-2015.
- Петров Д.П. Афганские звезды. — М., Design Depot, 2015.
- Петров Д.П. Советский спортивный плакат — М., Design Depot, 2016.
- Петров Д.П. Соло на судьбе с оркестром. Хроника времен Анатолия Гладилина — М., Ruthenia, 2023.

### Видео-проекты
- 2021 – «Дети кнута и пряника» / «Андрей и компания» – YouTube-сериал о шестидесятниках

### Избранные интервью
- Дмитрий Петров «Аксёнов - человек неисчерпаемой судьбы»
- Дмитрий Петров о "хохочущей жестокости" советского журнала "Крокодил"
- Дмитрий Петров: интервью "Московскому Комсомольцу"
- Дмитрий Петров: интервью "Пражскому Телеграфу"
- Дмитрий Петров: интервью Ивану Толстому на радио «Свобода»
- Дмитрий Петров: интервью Виталию Дымарскому и YouTube каналу "Дилетанты" "Анатолий Гладилин. Русский писатель в изгнании"

### Публицистика
- Дмитрий Петров в «Новой газете»
- Дмитрий Петров. Анжелика Балабанова – падчерица русской революции (Наша Газета), часть 1
- Дмитрий Петров. Анжелика Балабанова – падчерица русской революции (Наша Газета), часть 2
- Дмитрий Петров в «Газете.ру»-1
- Дмитрий Петров в «Газете.ру»-2
- Дмитрий Петров в «Русском журнале»
- Дмитрий Петров в журнале «Этажи»
- Дмитрий Петров в журнале «Русское слово»
- Дмитрий Петров в журнале «Апология»

### Фрагменты книги «Соло на судьбе с оркестром»
- Журнальный зал / «Вестник Европы»
- Журнал «Этажи» (Москва)-1
- Журнал «Этажи» (Москва)-2
- Журнал «Времена» (Нью-Йорк)
- Журнал «Юность» (Москва)

### YouTube-сериал «Дети кнута и пряника / Андрей и компания»
- Василий Аксёнов
- Белла Ахмадулина
- Андрей Вознесенский
- Анатолий Гладилин
- Евгений Евтушенко
- Булат Окуджава
- Роберт Рождественский